# Station Heath High Level
Heath High Level is een spoorwegstation van National Rail in Cardiff in Wales. Het station is eigendom van Network Rail en wordt beheerd door Transport for Wales. 

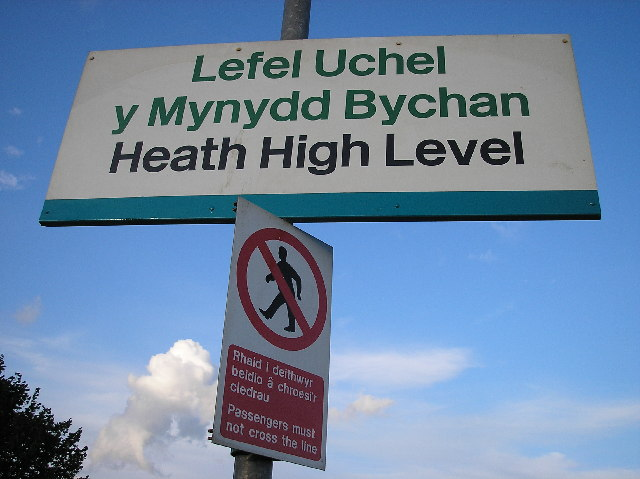
Tweetalige stationsnaam